# Fortitudo Baseball Bologna
El Fortitudo Baseball Bologna es un equipo profesional de béisbol italiano, con sede en el estadio "Gianni Falchi" de la ciudad de Bolonia y que participa en la temporada regular de la Italian Baseball League. De acuerdo con las reglas del campeonato italiano de béisbol, los clubes pueden contraer sociedades comerciales con empresas patrocinantes para mejorar la rentabilidad de la franquicia. Los patrocinantes obtienen a cambio el derecho de colocar su nombre al equipo, de una manera similar a como sucede en los convenios en los estadios de la Major League Baseball. Desde 2009 el patrocinante principal del Fortitudo B.B. es Unipol Grupo Finanziario (UGF), el principal conglomerado financiero de Bolonia; sin embargo durante buena parte de la década de 2000 el club estuvo ligado a la empresa Italeri.

## Historia
La Società Ginnastica Fortitudo activa una sección dedicada a la práctica del béisbol en 1953, gracias al esfuerzo del socio Orfeo Spada, quien fuera presidente hasta el año 1956. Sin embargo, el lanzamiento oficial se lleva a cabo el año siguiente, al obtener el tercer lugar en el Campeonato Nacional Serie C. En 1957, con Aldo Furlanetto como nuevo presidente y Franco Ludovisi como mánager, logra conseguir el ascenso a la Serie B. Furlanetto continuó en la presidencia hasta 1962.
En 1963, el club se fusionó con ACLI Labor -club boloñés que competía en la Serie A- dando así inicio al segundo ciclo de Fortitudo BBC, que se convierte en Sección Autónoma bajo la dirección técnica de Jimmy Strong y la presidencia de Pietro Leoni, convirtiéndose finalmente en el equipo llamado a desempeñar un papel importante en el béisbol italiano al entrar en la categoría de honor. Los resultados no se hacen esperar: 1969 es un año histórico con Fortitudo obteniendo su primer Scudetto gracias al patrocinio de Amaro Montenegro. Lamberto Lenzi pasó a presidir el club entre 1972 y 1982, época en la que llega la seguidilla de victorias popularmente conocida como "ciclo Montenegro": campeones de Italia 1972, campeón de Europa 1973, Copa Italia 1973 y campeones de Italia 1974.
En 1977 Enzo Montanelli, director general de Biemme Giocattoli, ingresa en calidad de socio y por vía de este patrocinio llega el cuarto Scudetto en 1978 bajo la dirección de Alfredo Meli. Sin embargo, a principios de los años 1980, tras el retiro de la veterana generación de campeones, el club entra en un proceso natural de renovación y los éxitos comenzar a escasear. Se realiza entonces un extenso trabajo en categorías juveniles que rendiría frutos gracias al patrocinio de Be.Ca. Carne, junto a las gestiones en la presidencia de Emanuele Zambonelli primero y de Alfredo Pacini después, propulsando el segundo "doblete": Fortitudo se corona campeón de Italia en 1984 y campeón de Europa de 1985, logros técnicos bajo la dirección de Vic Luciani y la presencia de Alfredo Meli como Mánager General, quien así se convirtió en el hasta ahora único hombre en la historia del campeonato de béisbol italiano en coronarse campeón en calidad de jugador (1969), entrenador (1978) y Mánager General (1984). 
En las temporadas 1986 y 1987 es encargado de la conducción del equipo Alberto "Toro" Rinaldi, verdadera leyenda del béisbol boloñés por haber sido el primer jugador italiano en jugar en la Major League Baseball con los Cincinnati Reds. A principios de los años 1990, las categorías inferiores de Fortitudo arrasan con títulos, sin embargo en 1996 el pésimo desempeño del equipo titular hace que descienda de categoría a la serie A2 por primera vez desde su fundación. En 1997, ahora bajo el auspicio de la firma Italeri y la dirección técnica del mánager Volfango Valbonesi y de los asistentes Marco Avallone y Jim Rooney, el club se corona en la serie A2, batiendo todos los registros históricos de la categoría (40 victorias por solo dos derrotas) y rozando la gloria al ganar su segunda Copa Italia, superando a Nettuno en las semifinales y a Parma en la final, que entonces ostentaban los títulos de campeón de Italia y Europa, respectivamente. 
En la temporada 2000 Fortitudo confirma a su patrocinador Italeri por sexto año consecutivo. El club pone en marcha nuevas estrategias bajo la batuta del nuevo director Mauro Mazzotti, flamante nuevo campeón de Italia, firmado por tres años, cerrando el acuerdo de colaboración más importante (y el primero de su tipo en Italia) con una de las principales franquicias profesionales de la Liga Americana: los Seattle Mariners. El equipo disputa una buena temporada, quedando en la carrera por los playoffs hasta la última fecha, finalizando en quinta posición. 
En 2001 se concreta en el club un verdadero salto cualitativo con la incorporación de jugadores de renombre (Newman, Carrozza, Dall'Olio, Matteucci) y el aporte del primer lanzador japonés en la historia del béisbol italiano (Wakita). Tras una gran primera ronda, el equipo lidera la clasificación durante gran parte del campeonato y aun cuando termina segundo, lo hace con un nada despreciable registro de 39 victorias por 15 derrotas, clasificando a los playoffs por primera vez en siete años. 
2003 fue el año de las bodas de oro. Para celebrar, el club toma una serie de iniciativas importantes, haciéndose con los servicios de David Rigoli, extraordinario jardinero central poseedor del récord italiano de bases robadas, seguido por Robert Fontana, utility defensivo quien finalmente será clave en casi todos los juegos, además de los dominicanos Fausto Solano y Nelson Antigua. En el montículo continúa el experimento japonés con Katsuhiro Maeda, proveniente de los New York Yankees, quien es sustituido a mitad de temporada por el también dominicano Julián Heredia. Fortitudo obtiene la cima de la clasificación al finalizar la temporada regular y conquista así su tercera Copa Italia con ocho fechas de anticipación. En semifinales se enfrenta a La Gardenia Grosseto, quien trae los recuerdos borrascosos de mediados de los años 1990 al "Gianni Falchi"; sin embargo Fortitudo barre en cuatro juegos para alcanzar una final luego de once largas temporadas. En la final les esperaba Telemarket Rimini, sorpresivo rival que había ya eliminado al favorito GB Ricambi Modena. La final no da para más sorpresas y finalmente Fortitudo gana su esperado 6° Scudetto.
Fortitudo ganó además el Scudetto en la temporada 2005, todavía bajo el patrocinio de Italeri y en 2009, ya con el patrocinio de UGF. El 26 de septiembre de 2010, Fortitudo obtiene por tercera ocasión la copa de campeones de Europa en Barcelona, España, al batir en una dramática final al club alemán Heidenheim Heideköpfe en extrainning por 2-1, con un gran trabajo de relevo por parte del lanzador venezolano Víctor Moreno.

## Palmarés

### Scudetti (Títulos de Liga)
| Año  | Patrocinante      |
| 1969 | Amaro Montenegro  |
| 1972 | Amaro Montenegro  |
| 1974 | Amaro Montenegro  |
| 1978 | Biemme Giocattoli |
| 1984 | Be.Ca. Carni      |
| 2003 | Italeri           |
| 2005 | Italeri           |
| 2009 | UGF Banca         |

### Copas Italia
| Año  | Patrocinante     |
| 1973 | Amaro Montenegro |
| 1997 | Italeri          |
| 2003 | Italeri          |
| 2005 | Italeri          |
| 2008 | Italeri          |
| 2010 | UGF Banca        |

### Copa Campeones de Europa
| Año  | Patrocinante     |
| 1973 | Amaro Montenegro |
| 1985 | Be.Ca. Carni     |
| 2010 | UGF Banca        |

## Roster 2011

### Receptores
| 14 | Juan Pablo Angrisano |
| 41 | Marco Sabbatani      |
| 16 | Matthew Stocco       |
| 12 | Stefano Landuzzi     |

### Lanzadores
| 36 | Fabio Betto         |
| 29 | Cody Cillo          |
| 56 | Jesús Matos         |
| 43 | Yulman Ribeiro      |
| 28 | Fabio Milano        |
| 15 | Víctor Moreno       |
| 19 | Mark Langone        |
| 63 | Mattia Barbaresi    |
| 18 | Matteo D'Angelo     |
| 34 | Norrito Giuseppe    |
| 27 | Alessandro Ularetti |

### Infielders
| 6  | Juan Carlos Infante  |
| 4  | Joseph Mazzuca       |
| 26 | Francesco Alaimo     |
| 22 | Massimiliano Sartori |
| 17 | Daniele Malengo      |
| 16 | Andrea D'Amico       |
| 21 | Daniele Frignani     |
| 5  | Giovanni Pantaleoni  |

### Outfielders
| 24 | Claudio Liverziani |
| 7  | Gabriele Ermini    |
| 45 | Mark Castellitto   |
| 25 | Edgar Clemente     |
| 9  | Riccardo Fornasari |
| 25 | Julio Ramírez      |
| 7  | Eddy Garabito      |
| 19 | Luca Breveglieri   |